# パース (軽巡洋艦)
|          |                        |
| 艦歴     |                        |
| 発注     |                        |
| 起工     | 1933年6月26日          |
| 進水     | 1934年7月27日          |
| 就役     | 1936年6月15日          |
| 退役     |                        |
| その後   | 1942年3月1日戦没       |
| 除籍     |                        |
| 性能諸元 |                        |
| 排水量   | 基準：6,830トン        |
| 全長     | 555 ft （水線長）      |
| 全幅     | 56 ft 8 in             |
| 吃水     | 15 ft 8 in             |
| 機関     |                        |
| 最大速   | 32.5ノット (60.2 km/h) |
| 乗員     | 士官35名、兵員611名    |
| 兵装     |                        |

パース (英語: HMAS Perth, D29) は、オーストラリア海軍の軽巡洋艦。パース級軽巡洋艦のネームシップ。1936年7月にイギリス海軍の改リアンダー級軽巡アンフィオン (英語: HMS Amphion) として就役した。南アフリカ戦隊に配備されたあと、1939年にイギリス連邦のオーストラリアに貸与されてパースと改名した。
第二次世界大戦の緒戦では船団護衛任務や地中海戦線に投入され、1941年（昭和16年）3月下旬のマタパン岬沖海戦に参加した（地中海攻防戦）。太平洋戦争勃発後の1942年（昭和17年）3月1日、バタビア沖海戦で沈没した。

## 艦歴
改リアンダー級軽巡は、1931年度計画で2隻（アンフィオン、フェートン）、1932年計画でアポロの建造が決まった。アンフィオンはポーツマス工廠で建造された。1932年12月1日発注。1933年6月26日起工、1934年7月26日（または7月27日）に進水し、1936年6月15日にポーツマスで就役した。
アンフィオンは第6巡洋艦戦隊に編入され、南アフリカへ移動しアフリカ艦隊の旗艦となった。ここには姉妹艦ネプチューン (HMS Neptune, 20) も配備されていた。1938年末にはイギリスに戻り、改装工事を実施。
アンフィオンはオーストラリア政府に購入され、1939年6月29日にポーツマスでパース (HMAS Perth, D29) としてオーストラリア海軍に就役した（オーストラリア海軍の歴史）。
1939年7月26日、パースはオーストラリアへ向けてポーツマスから出航。8月4日にニューヨークに到着。8月16日まで滞在し国際博覧会に参加した。8月21日、ジャマイカのキングストンに到着。8月23日に出航しパナマ運河へ向かう予定であったが、それは中止された。
第二次世界大戦開戦後、パースはカリブ海でタンカーの航路の防衛やドイツ商船の逃走阻止などに従事した。10月4日からは重巡洋艦ベリックとともにキングストンからイギリスに向かうKJ3船団（45隻）を途中まで護衛した。11月22日にパースはパナマ運河を通過し、太平洋に出た。11月25日にココ島に到着し、カナダ海軍の駆逐艦オタワとレスティゴーシュに給油を行った。パースは11月29日にパナマ運河を通過しカリブ海に戻った。1940年2月29日、キングストンを出航。3月2日にパナマ運河を通過しオーストラリアへ向かった。3月17日にタヒチ島パペーテに到着。3月25日にフィジーのスバに着き、3月31日にシドニーに到着した。
1940年終わりからパースは地中海で活動し、それまで地中海艦隊に所属していた姉妹艦シドニー (HMAS Sydney) がオーストラリアに戻っていった（第二次世界大戦のオーストラリア海軍）。パースは1941年3月下旬のマタパン岬海戦に参加、4月にはギリシャからの撤退を支援した。続いてクレタ島からの撤退を支援し、5月30日に爆撃で直撃弾を受けた。パースはアレクサンドリアで修理を受けた。修理完了後、6月26日にパースは、シリア・レバノンでの作戦を支援する部隊に加わり、フランス軍に対する砲撃などに従事した。

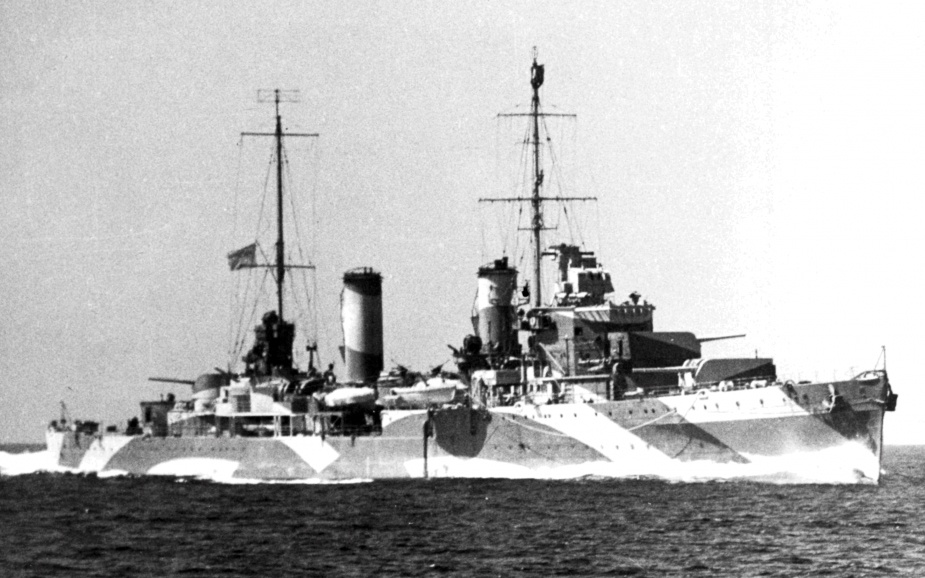
1942年頃のパース。

8月、「パース」は姉妹艦ホバート (HMAS Hobart) と交代して整備や対空兵装強化のためのオーストラリアに戻った。その完了後、「パース」は豪州海軍の重巡洋艦キャンベラ (HMAS Canberra, D33) とともに1941年12月12日にシドニーから出港しブリスベンへ向かった。3日後にはニュージーランド海軍の軽巡洋艦アキリーズ (HMNZS Achilles) と合流し、ペンサコーラ船団の護衛を構成した。その後1942年末まで「パース」は本国水域での船団護衛に従事した。
1942年1月31日に「パース」はシドニーから出航して2月10日にフリーマントルに着き、2月15日には軽巡洋艦アデレード (HMAS Adelaide) に代わって空荷の4隻のタンカーと2隻の貨物船からなるMS4船団の護衛となった。これは日本軍に侵攻前に蘭印から出来るだけ多くの石油を確保するための任務であった。シンガポールが陥落すると「パース」と貨物船「's Jacob」以外はフリーマントルへ引き返させられた。途中でオランダ船「Swartenhondt」と「Karsik」が加わったが、この作戦は2月21日に中止となった。「パース」は3隻をフリーマントルから700海里以内まで護衛し、それから北上。2月24日にタンジョン・プリオクに着いた。翌日、「パース」は重巡エクセター (HMS Exeter, 68) 、駆逐艦「ジュピター」、「エレクトラ」、「エンカウンター」とともにスラバヤへ移動しカレル・ドールマン少将麾下のABDA艦隊に加わった。
1942年2月27日、英重巡洋艦エクセター、米重巡ヒューストン (USS Houston, CA-30) 、ドールマン提督旗艦の蘭軽巡デ・ロイテル (Hr. Ms. De Ruyter) 、蘭軽巡ジャワ (Hr. Ms. Java) などとスラバヤを出撃、ジャワ島攻略に向かう日本軍の船団の護衛艦隊と交戦した。このスラバヤ沖海戦で連合軍は敗退。28日、「パース」は「ヒューストン」と共に離脱してタンジョン・プリオクに入港した。同日、パース艦長ヘクター・ウォーラー大佐が指揮する巡洋艦2隻（パース、ヒューストン）とオランダ駆逐艦エファーツェン (Hr. Ms. Evertsen) は出港し、スンダ海峡経由でジャワ島南岸のチラチャップへ向かった。その途中でバンタム湾に集結して揚陸作戦中の日本軍輸送船団を発見、それを攻撃した。だが原顕三郎少将が指揮する日本軍護衛部隊（第五水雷戦隊）や増援部隊（三隈、最上、敷波）との砲雷撃戦によりパースとヒューストンは撃沈された。遅れて続行していたエファーツェンも第11駆逐隊の2隻（叢雲、白雲）によって追い詰められ、セブグ島に座礁して自沈した。
「パース」では艦長を含め353名が死亡した。328名の生存者のうち4名は岸に着いた後死亡し、他は捕虜となった。106名が泰緬鉄道建設などに動員され死亡し（泰緬鉄道建設捕虜虐待事件、失われた大隊）、うち38名はヒ72船団の楽洋丸で移動中にアメリカ潜水艦シーライオン (USS Sealion, SS-315) の攻撃を受けて死亡、戦後まで生き残ったのは218名であった。